# Chiesa di Santa Maria Assunta (Vertova)
La chiesa di Santa Maria Assunta è la parrocchia di Vertova della provincia e diocesi di Bergamo, inserita nel vicariato di Gazzaniga. La chiesa fu ricostruita nel Settecento su progetto di Giovanni Battista Quadri.

## Storia
Le prime notizie sulla chiesa risalgono al 1277. Secondo uno studio archeologico la chiesa potrebbe avere origine anche più antica, sarebbe stata edificata sul luogo di un antico tempio pagano dedicato al dio Vertumno.
La chiesa è citata nel sinodo del 1304 indetto dal vescovo Giovanni da Scanzo dove viene indicata come “Ventura clericus” quindi soggetta a censo. Nuovamente indicata nel “nota ecclesiarum”, elenco fatto redigere nel 1360 da Bernabò Visconti, per assegnare i benefici e per conoscere quanti erano di dazi da versare sia alla famiglia Visconti di Milano che alla chiesa romana, nell'elenco risulta che la chiesa godeva di un beneficio.
Gli atti della visita pastorale di san Carlo Borromeo del 12 ottobre 1575, descrivono la chiesa completa di quattro altari attestata nella vicaria di vicaria di Nembro, con la presenza di varie confraternite e ben 2000 anime, situazione confermata dagli atti della visita pastorale del vescovo Gregorio Barbarigo del 1657. Nella relazione del cancelliere Giovanni Giacomo Marenzi stilata nel 1666 risulta che vi erano molte congregazioni che godevano del giuspatronato di sette altari e che il clero era retto da ben dodici sacerdoti.
Alla fine del Seicento vi fu una completa ricostruzione su progetto di Giovanni Battista Quadri, con la posa dell'altare della Madonna del Rosario di Giovan Battista Caniana, mentre il campanile fu innalzato nel 1710.
Con decreto del 27 maggio 1979 del vescovo Giulio Oggioni la chiesa è inserita nel vicariato di Gazzaniga.

## Descrizione

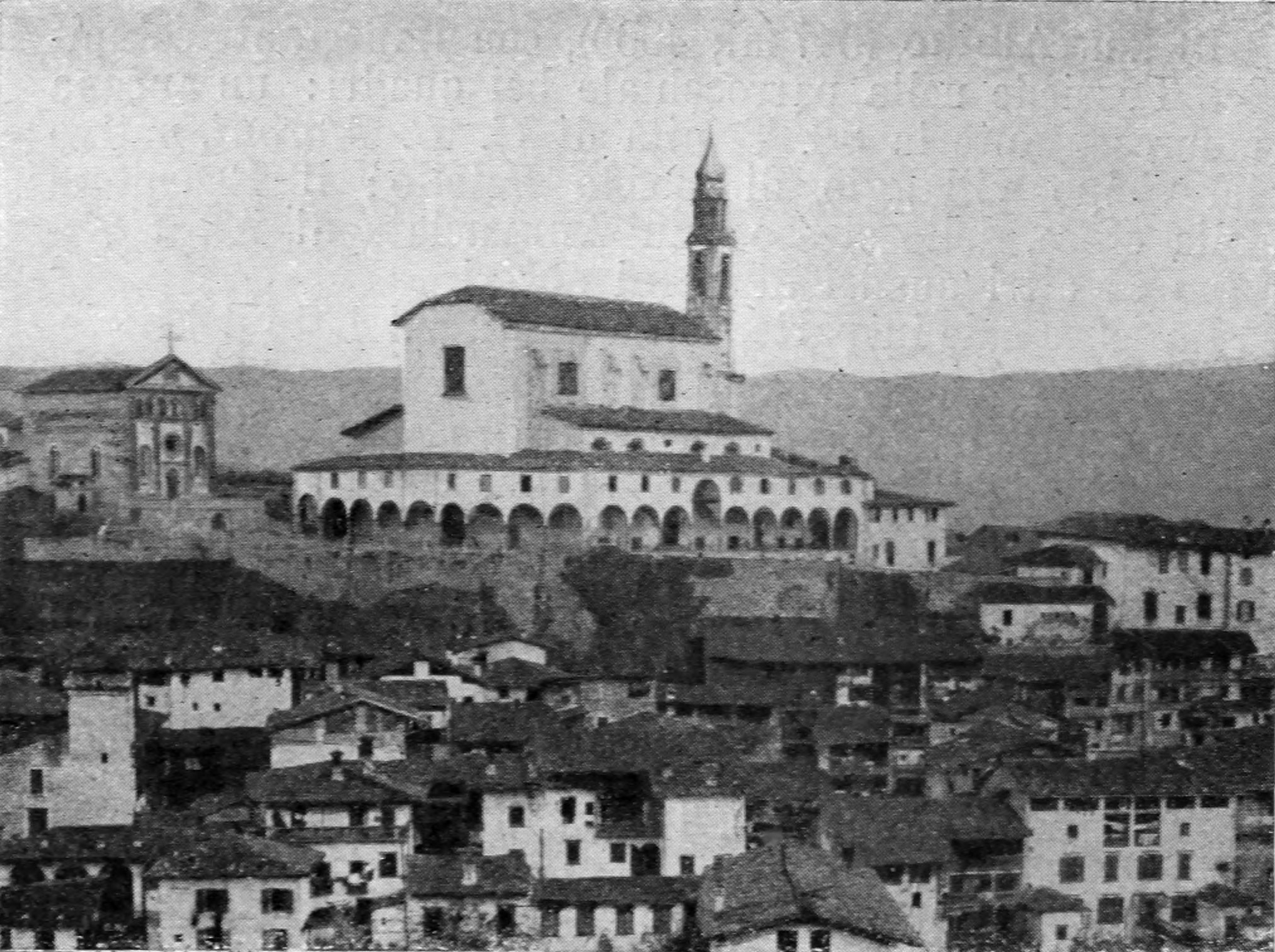
Chiesa di Santa Maria Assunta nel 1900

### Esterno
La chiesa, dal tradizionale orientamento liturgico con abside a est, posta in posizione soprelevata, è anticipata da un ampio ambulacro. Preceduta da un sagrato composto da ampia gradinata in ciottolato delimitato da paracarri uniti da catene, è circondata da uno porticato posto sui lati sud e est con archi a tutto sesto poggianti su colonnine in pietra arenaria complete di pilastri posti in corrispondenza degli angoli. Questa parte, sopra il portico, si sviluppa nella parte superiore con la canonica e l'abitazione del sagrista. Il fronte principale prosegue con la grande finestra rettangolare atta a illuminare l'aula interna e terminante con il tetto a due falde in legno. Due corpi di misure inferiori sono posti ai lati dell'edificio completi di contrafforti delle arcate principali, formati da quattro speroni sagomati. Le pareti laterali hanno due grandi finestre sempre destinate a illuminare l'interno della chiesa. Il campanile posto nella parte nord è in pietra a vista e presenta la cella campanaria con quattro logge aggettanti complete da colonne terminanti con il timpano che regge il tempietto superiore a pianta ottagonale con cipolla in rame. Gli accessi alla chiesa sono dotati di portali in marmo in stile barocco.

### Interno
L'interno si sviluppa su un'ampia navata centrale e due navate inferiori laterali che si collegano con campate appoggianti su colonne complete di capitelli corinzi in marmo grigio venato. L'interno è completamente decorato da stucchi e medaglioni affrescati in stile barocco. Di particolare rilievo è la cappella della Madonna del Rosario progettata nel 1708 da Giovan Battista Caniana con altare realizzato in marmi policromi dalla bottega dei Manni, dopo che nel 1711 Domenico Corbarelli aveva lasciato il lavoro, e le opere in marmo da Andrea Fantoni di Rovetta, in particolare le due statue raffiguranti san Domenico di Guzman e santa Caterina da Siena, entrambi santi legati alla devozione mariana del rosario. L'artista di Rovetta aveva realizzato anche le sculture raffiguranti il Padre Eterno, lo Spirito Santo, due virtù. I lavori del Fantoni rappresentano la massima esprssività dell'artista sia nella capacità di evocare i sentimenti umani e di fede, con la rappresentazione drammatica ed estatica. Anche il bianco delle statue posto sull'altare accanto alle colonne tornite in marmo rosso sembrano seguirne il movimento.
La chiesa è ricca di opere d'arte di notevole interesse. Il presbiterio presenta l'altare maggiore in stile neoclassico completo di sculture opere di Giuseppe Siccardi, con la pala di Domenico Carpinoni raffigurante Assunzione di Maria in cielo, il coro ligneo progetto di Giovan Battista Caniana con gli stalli divisi da lesene raffiguranti cariatidi opera di Andrea Fantoni.

Gli altari conservano tele di pregio, l'altare della Madonna con il dipinto di Enea Salmeggia Madonna col Bambino in trono e santi, realizzato nel 1611 per il santuario di San Patrizio e collocato nella chiesa di Vertova nel 1750. Di Giuseppe Brina è il dipinto posto sull'altare del suffragio raffigurante la Madonna del suffragio. Molte sono le opere presenti nella chiesa tra cui di Giovanni Gallo San Marco, san Giacomo e san Patrizio con la Madonna con Bambino di Ludovico Dorigny posta sulla zona presbiteriale la Discesa dello Spirito Santo su Maria e gli apostoli, di Gregorio Lazzarini l'Ultima cena, di Vincenzo Angelo Orelli il Suffragio, il Cristo alla colonna di Antonio Cifrondi e di Pietro Ronzelli l'Incoronazione di spine. La chiesa conserva anche il dipinto di Giovanni Galizi De Vecchi realizzato nel 1547, raffigurante San Marco in trono tra i santi Giacomo e Patrizio.